# Амбелонас
Амбелонас или Казаклар (на гръцки: Αμπελώνας, катаревуса Αμπελών, Амбелон, до 1928 Καζακλάρ, Казаклар,) е градче в Република Гърция, разположено в дем Тирнавос, Тесалия. Градчето е разположено на 15 километра северно от Лариса и има население от 5920 души (2001).

## Личности
Родени в Амбелонас
- Йоанис Папалис (1914 – 2001), гръцки духовник